# Ipomopsis effusa
Ipomopsis effusa är en blågullsväxtart som först beskrevs av Asa Gray, och fick sitt nu gällande namn av R. Moran. Ipomopsis effusa ingår i släktet Ipomopsis och familjen blågullsväxter. Inga underarter finns listade i Catalogue of Life.